# Aliagha Vahid
Aliagha Vahid (Bakou, 17 février 1895 - Bakou, 1er octobre 1965) est un poète azerbaïdjanais. Il a participé à la réintroduction dans son pays du ghazal, genre littéraire médiéval originaire d'Asie centrale.